# Dutch Boyd
Russell Aaron 'Dutch' Boyd is een Amerikaans professioneel pokerspeler. Hij won onder meer het $2.500 Short Handed No Limit Hold 'em-toernooi van de World Series of Poker 2006 (goed voor $475.712,- prijzengeld), het $2.500 Limit Hold 'em/Six Handed-toernooi van de World Series of Poker 2010 (goed voor $234.065,-) en het $1.000 No-Limit Hold'em-toernooi van de World Series of Poker 2014 (goed voor $288.744,-). Boyd verdiende tot en met juli 2015 meer dan $2.475.000,- in pokertoernooien (cashgames niet meegerekend).

## Wapenfeiten
Met meerdere World Series of Poker (WSOP)-titels achter zijn naam, behoort Boyd tot een select gezelschap. Hij was niettemin verschillende keren dicht bij nóg een WSOP-zege. Zo werd hij ook al eens tweede in het $1.500 Razz-toernooi van de World Series of Poker 2004, derde in het $3.000 World Championship Seven Card Stud Hi-Low Split-8 or Better-toernooi van de World Series of Poker 2007, vijfde in het $5.000 No Limit Hold 'em - Six Handed-toernooi van diezelfde WSOP 2007 en vierde in het $2.500 Omaha/Seven Card Stud Hi/Lo-toernooi van de World Series of Poker 2009.
Op de World Poker Tour haalde Boyd minder aansprekende resultaten. Daarop waren zijn betere scores een achtste plaats in het $10.000 WPT Championship Event van de Gold Strike World Poker Open 2008, een zestiende plaats in het $15.000 No Limit Hold'em - Championship Event van het Festa al Lago 2009 en een 25e plaats in het $15.000 WPT Championship van de 6th Annual Festa Al Lago Classic 2008.
Daarnaast won Boyd onder meer het $2.500 No Limit Hold 'em-toernooi van de Doyle Brunson Five Diamond World Poker Classic in zowel 2007 (goed voor een hoofdprijs van $237.685,-) als 2008 (goed voor $162.605,-).

## WSOP
| Jaar                       | Toernooi                              | Prijs      |
| -------------------------- | ------------------------------------- | ---------- |
| World Series of Poker 2006 | $2.500 Short Handed No Limit Hold 'em | $475.712,- |
| World Series of Poker 2010 | $2.500 Limit Hold 'em/Six Handed      | $234.065,- |
| World Series of Poker 2014 | $1.000 No-Limit Hold'em               | $288.744,- |